# 무미 응가말뢰
니콜라 브리스 무미 응가말뢰(프랑스어: Moumi Ngamaleu, 1994년 7월 9일 ~ )는 카메룬의 축구 선수로, 현재 러시아 프리미어리그 클럽 디나모 모스크바와 카메룬 국가대표팀에서 윙어로 활약하고 있다.

## 구단 경력
응가말뢰는 코통 스포르에서 엘리트 원에 데뷔했을 때 아직 17살에 불과했다. 그는 2016년 오스트리아로 이적하기 전까지 고국에서 국내 타이틀 3개를 획득했다. 그는 라인도르프 알타흐가 오스트리아 분데스리가에서 4위를 차지하는 데 일조했다.
그는 영 보이스 대표팀의 일원으로 2017-18년 스위스 슈퍼리그에서 32년 만에 리그 우승을 차지했다.
2022년 9월 8일, 응가말뢰는 러시아의 디나모 모스크바와 두 시즌 계약을 체결하고 연장 옵션을 제공했다.
2023-24년 시즌 응가말뢰는 5월 5일과 5월 11일, 소치와 발티카 칼리닌그라드와의 경기에서 각각 2골을 터뜨리며 2경기를 남기고 제니트 상트페테르부르크와 크라스노다르를 제치고 러시아 프리미어리그 선두로 올라섰다. 5월 18일, 그는 3경기 연속 추가골을 터뜨리며 크릴리야 소베토프를 상대로 4-1 승리를 거두며 결승 득점을 올렸다.
2024년 6월 1일, 디나모는 2024-25년 시즌의 경기력 기반 연장 옵션이 계약에서 발동되었음을 확인했다. 2024년 8월 2일, 응가말뢰는 디나모와 2025-26년 시즌 계약을 연장하고 2026-27년 시즌 옵션을 제공했다.

## 국가대표팀 경력
응가말뢰는 2017년 3월 28일, 기니와의 경기에서 카메룬 국가대표팀에 데뷔했다. 그는 러시아의 2017년 FIFA 컨페더레이션스컵에서 카메룬 국가대표팀에 포함되었다.
그는 카메룬의 2021년 아프리카 네이션스컵에서 카메룬 국가대표팀으로 3위를 차지했으며, 3위 플레이오프에서 부르키나파소와의 승부차기에서 어시스트 2개를 제공하고 페널티킥 1개를 성공시켰다. 그는 7경기 중 6경기에 선발 출전해 마지막 경기에서 절반을 뛰었다.
2022년 11월 10일, 그는 리고베르 송에 의해 카타르의 2022년 FIFA 월드컵에 출전할 선수로 선정되었다.

## 수상
코통 스포르
- 엘리트 원 : 2013, 2014, 2015

영 보이스
- 스위스 슈퍼리그 : 2017–18, 2018–19, 2019–20, 2020–21[11][12]
- 스위스컵 : 2019–20[13]

카메룬
- 아프리카 네이션스컵 : 3위 (2021)